# Premi Ciutat de Palma de novel·la
El Premi Ciutat de Palma de novel·la és una modalitat dels Premis literaris Ciutat de Palma convocat per l'Ajuntament de Palma des de 1955, encara que amb interrupcions. Des de la seva creació fins a 1977 es denominà Premi Gabriel Maura de novel·la i des d'aquesta data el seu nom fou Premi Llorenç Villalonga de novel·la. La publicació ha passat per les editorials Moll, 62 i, darrerament, Proa. S'obre durant el mes de juny i s'anuncia el guanyador al final de gener de l'any següent. Compta amb una dotació econòmica de 26.000 euros. L'any 2011 l'Ajuntament de Palma va convertir en bilingüe el guardó, concedint també el Premi Camilo José Cela de novel·la per a les obres en castellà. A l'edició de l'any 2015 es tornà a recuperar la versió original del guardó només per a obres presentades en català.
Premi Gabriel Maura de novel·la
- 1955: Jaume Vidal Alcover per Esa carne mortal
- 1956: Joan Bonet per Un poco locos, francamente
- 1957: Llorenç Villalonga per Desenlace en Montleón
- 1958 Gabriel Cortès per L'altre camí
- 1959 No convocat
- 1960 Baltasar Porcel per Solnegre
- 1961 Manuel Picó per El llanto de las cigarras
- 1962 Josep Maria Palau i Camps per Els trasplantats
- 1963 No convocat
- 1964 Miquel Pons per El poble
- 1965 No convocat
- 1966 Jaume Armengol per Els dies
- 1967 Gabriel Janer Manila per L'abisme
- 1968 Guillem Frontera per Els carnissers
- 1969 No convocat
- 1970 Gabriel Tomàs per Corbs afamegats
- 1971 No convocat
- 1972 Pau Faner per L'arcàngel
- 1973 No convocat
- 1974 No convocat
- 1975 Jaume Fuster per Collita de sang (Tarda, sessió contínua, 3,45)
- 1976 No convocat
- 1977 No adjudicat

Premi Llorenç Villalonga de novel·la
- 1978 No convocat
- 1979 Jaume Santandreu per Camí de coix
- 1980 Llorenç Capellà per Jack Pistoles
- 1981 Antònia Vicens per Quilòmetres de tul per a un petit cadàver
- 1982 Joaquim Soler per Una furtiva llàgrima
- 1983 Isidre Grau per Vent de memòria
- 1984 Xesca Ensenyat per Vila Coppola
- 1985 Josep-Enric Gonga per El somni del mirall
- 1986 No adjudicat
- 1987 Miquel Ferrà per Crónica de Guinea
- 1988 Andreu Ribas Valls per Enroc
- 1989 Josefa Contijoch per Paisatges amb figures
- 1990 Desert
- 1991 Desert
- 1992 Ignasi Mora per Les veus de la família
- 1993 Olga Xirinacs per Sense malícia
- 1994 Maria Antònia Oliver per Amor de cans
- 1995 Jordi Coca per Dies meravellosos
- 1996 Vicenç Villatoro per Encalçar el vent (La claror del juliol)
- 1997 Josep M. Fonalleras per La guerra de la marca de l'ham (La millor guerra del món)
- 1998 Biel Mesquida per Vertígens
- 1999 Josep Lluís Burguera per Cacic
- 2000 Isidre Grau per El balancí negre
- 2001 Sebastià Alzamora per Sara i Jeremies
- 2002 Neus Canyelles per Cap d'Hornos
- 2003 Emili Bayo per L'Edat de les paraules
- 2004: Miquel Ferrà per Abdallah Karim, el predicador
- 2005: Jordi Cabré per El virus de la tristesa
- 2006: Melcior Comes per El llibre dels plaers immensos
- 2007: Miquel Mas Ferrà per El cel dins la memòria
- 2008: Xavier Gimeno per El temps a mitges
- 2009: Joan Comasòlivas per La mort del poll
- 2010: Maria Teresa Pous per El metge d'Atenes
- 2011: Josep Maria Quintana per Ningú no pot enganyar els morts
- 2012: Marc Pallarès per Sí, podem?
- 2013: Rosa Font i Massot per La dona sense ulls
- 2014: Desert
- 2015: Miquel Àngel Vidal per La ciutat de les ànimes
- 2016: Joan Mas i Vives per Diable de Byron!
- 2018: Rosa Calafat i Vila per I la mort tindrà el seu domini[4]
- 2019: Joan Pons Bover per Tània i els vius[5]
- 2020: Miquel Horrach Munar per Set dies[6]
- 2021: Toni Arencón Arias per De tots els verins, el seu secret et donaré[7]
- 2022: desert[8]
- 2023: Maria Escalas i Bernat per Matilde E.[9]